# Хемптон (Вирџинија)
Хемптон (енгл. Hampton) град је у америчкој савезној држави Вирџинија. По попису становништва из 2010. у њему је живело 137.436 становника.

## Демографија
Према попису становништва из 2010. у граду је живело 137.436 становника, што је 9.001 (6,1%) становника мање него 2000. године.
|                   | 2010.            | 2000.            |
| Укупно            | 137 436 (100,0%) | 146 437 (100,0%) |
| Афроамериканци    | 68 104 (49,55%)  | 65 428 (44,68%)  |
| Белци             | 56 283 (40,95%)  | 70 963 (48,46%)  |
| Хиспаноамериканци | 6 241 (4,541%)   | 4 153 (2,836%)   |
| Остали            | 3 816 (2,777%)   | 3 199 (2,185%)   |
| Азијати           | 2 992 (2,177%)   | 2 694 (1,840%)   |

## Партнерски градови
- Саутхемптон
- Vendôme
- Питермарицбург